# Пітер Страк
Пітер Пол Страк II (англ. Peter Paul Strzok II [strʌk]; нар. 7 березня 1970 року) — колишній американський агент Федерального бюро розслідувань (ФБР). Страк був головою секції контршпіонажу відділу контррозвідки і керував розслідуванням ФБР щодо використання Гілларі Клінтон приватного сервера електронної пошти.

## Служба у ФБР
Пітер Страк мав успішну кар'єру службовця ФБР протягом 22 років до свого звільнення в серпні 2018, був провідним агентом в операції «Казки привидів» (англ. Operation Ghost Stories) проти пари російських шпигунів Андрія Безрукова і Єлєни Вавілової, задіяних у нелегальній програмі мережі «сплячих агентів», заарештованих у 2010.
Страк дослужився до заступника помічника директора (одного з кількох) відділу контррозвідки, другий за величиною посади в цьому відділі. Він також керував розслідуванням ФБР щодо втручання Росії у вибори в США 2016 року.
У червні та липні 2017 року Страк брав участь в розслідуванні спецпрокурора Роберта Мюллера щодо будь-яких зв'язків або координації між президентською кампанією Дональда Трампа та російським урядом. Мюллер виключив Страка з розслідування, коли Мюллеру стало відомо про критику Трампа, що міститься в приватних текстових повідомленнях, якими обмінювалися Страк і адвокат ФБР Ліза Пейдж. Заступник генерального прокурора США Род Розенштейн захищав відповідь Мюллера на текстові повідомлення.
Оприлюднення текстових повідомлень призвело до того, що конгресмени-республіканці і праві ЗМІ припустили, що Страк брав участь у змові з метою підірвати президентство Трампа. Всеохоплюючий огляд повідомлень Страка в лютому 2018 року, зроблений виданням The Wall Street Journal, прийшов до висновку, що «тексти, що критикують Трампа, представляють частку приблизно 7000 повідомлень, які займають 384 сторінки і не показують доказів змови проти пана Трампа».
10 серпня 2018 року заступник директора ФБР Девід Боудич звільнив Страка за текстові повідомлення проти Трампа. 6 серпня 2019 року Страк подав позов про незаконне звільнення проти ФБР і Міністерства юстиції США з проханням відновити його на роботі і повернути йому заробітну плату. У позові він стверджував, що його текстові повідомлення були «захищеними політичними висловлюваннями» і що його звільнення порушувало першу поправку. У грудні 2019 року у звіті генерального інспектора Міністерства юстиції було встановлено, що Страк не був мотивований упередженістю у своїй роботі над розслідуванням ФБР щодо російського втручання у вибори 2016 року.
У вересні 2020 року видавництво Houghton Mifflin Harcourt опублікувало книгу Страка Compromised: Counterintelligence and the Threat of Donald J. Trump. Під час інтерв'ю NBC News після виходу книги Страк підтвердив нещодавній звіт The New York Times про те, що ФБР відкрило широке розслідування контррозвідки щодо Трампа після того, як президент звільнив директора ФБР Джеймса Комі в травні 2017 року на основі занепокоєння з приводу «фінансових компрометуючих» зв'язків Трампа з Росією. Через кілька днів це розслідування було призупинено заступником генерального прокурора Родом Розенштейном, що створило у ФБР враження, що розпочате розслідування Мюллера буде його проводити, хоча Розенштейн проінструктував Мюллера не робити цього, фактично припинивши розслідування.

## Раннє життя
Пітер Пол Страк II народився недалеко від Су-Сент-Марі, Мічиган в родині Пітера Пола Страка і Вірджинії Сью Гарріс. Його батько — підполковник армії США у відставці, який служив в Корпусі інженерів.